# Jamillacson Palacios
Jamillacson Palacios Palacio (Medellín, Antioquia; 9 de febrero de 1988) es un exfutbolista colombiano que jugaba como delantero.

## Clubes
| Club                 | País             | Año              | Partidos | Goles |
| -------------------- | ---------------- | ---------------- | -------- | ----- |
| Deportivo Rionegro   | Colombia         | 2011 - 2012      | 60       | 4     |
| Envigado F. C.       | Colombia         | 2012             | 13       | 2     |
| Patriotas Boyacá     | Colombia         | 2013             | 17       | 1     |
| Deportivo Rionegro   | Colombia         | 2013             | 18       | 3     |
| Atlético Bucaramanga | Colombia         | 2014             | 26       | 1     |
| Alianza Petrolera    | Colombia         | 2015 - 2016      | 3        | 0     |
| Alianza Atlético     | Perú             | 2016             | 10       | 0     |
| Tigres F. C.         | Colombia         | 2017             | 21       | 0     |
| Total en carrera     | Total en carrera | Total en carrera | 168      | 11    |

- Datos: Q5925932